# مارك مورو
مارك مورو هو سياسي كندي، ولد في 2 أبريل 1960 في كندا. حزبياً، نشط في الحرب الديمقراطي الجديد لأونتاريو. وقد انتخب عضو برلمان مقاطعة أونتاريو.